# Lex Hadriana de rudibus agris
La lex Hadriana de rudibus agris et iis qui per X annos continuos inculti sunt ("ley de Adriano sobre las tierras sin cultivar y las que no han sido cultivadas durante diez años seguidos"), también conocida simplemente como lex Hadriana es una ley romana aprobada por el emperador Adriano (r. 117-138) que probablemente se promulgó para complementar la lex Manciana de tiempos del emperador Vespasiano (r. 69-79), cuyo objetivo era fomentar la productividad de la tierra, alentando a los agricultores a recuperar tierras baldías y hacerlas fértiles.

## Historia
La lex Hadriana de rudibus agris es conocida por la epigrafía hallada en cuatro inscripciones en el valle del Meyerda (antiguo antiguo Bagradas) en el noroeste de África. La primera en Ain Ouassel, descubierta en 1891, de época del emperador Septimio Severo, la segunda, en Ain el-Djemala, de 1906 de época de Adriano, la descubierta en 1999 en Lella Drebblia y la última (Hasta ahora) en 2013 en Henchir Hnich (El Krib, Túnez). Probablemente todas se remitirían a un documento único oficial emitidas para el África proconsular.
En la inscripción de Ain el-Djemala, puede leerse: “Habida cuenta de que nuestro César (...) ordena poner en cultivo todas las parcelas de tierra aptas para la producción tanto de olivos y viñas como de trigo...” Y las inscripciones señalan en general, para los cereales y dirigidas no solo a las propiedades imperiales, sino también a las privadas en la región de África del Norte romana, y aplicada, al menos, hasta época de los Severos. Según la inscripción, se autorizaba la explotación de todas las tierras, siempre y cuando se siguiesen las normas establecidas por la lex Manciana.
Los colonos romanos que habitaban la zona, hicieron una consulta a los procuratores sobre la posibilidad de poder cultivar olivos y viñas en las tierras pantanosas y boscosas, que deberían explotarse según las directrices marcadas por la antigua lex Manciana. Los procuratores, realizadas las pertinentes consultas al gobierno central, recibieron la lex Hadriana de rudibus agris, que no solo reglamentaba la forma de hacerlo sino que concedía exenciones fiscales a quienes pusieran en explotación tierras baldías o hiciesen inversiones destinada a tener rendimientos más altos en las explotaciones agrícolas, como el arranque de cepas o árboles viejos o poco productivos para plantar nuevos con más alto rendimiento. También regulaba favorablemente para los arrendatarios, derechos de usufructo perpetuo y capacidad de legarlo en herencia.
Se concedía al colono varios años de exención en el pago de tributos,  En la lex Hadriana no se especifican las exenciones fiscales hasta que los nuevos cultivos empezasen a dar frutos, sino que es a partir de los sermos de los procuradores (sermo procuratorum) los que detallan los incentivos, basados en áreas geográficas más concretas, al estilo de una adaptación y desarrollo de la ley.
La lex Hadriana preveía una subordinación de los dominios imperiales al Estado romano, fomentando la producción masiva de alimentos para Roma o su ejército. En conjunción con la Cura annonae, Adriano creó las condiciones ideales para asegurar y estabilizar el abastecimiento de trigo y otros productos como el aceite de oliva o el vino. Con la ley se conseguía adicionalmente comprometer al productor agrícola a tener asegurada parte de su cosecha, vendiendo lo comprometido al Estado. Otra inscripción de Delfos señala que no solo estuvo establecida para los dominios imperiales, sino también estaba afecta a los comunales.